# Isabelle
Isabelle – miasto w Stanach Zjednoczonych, w stanie Wisconsin, w hrabstwie Pierce.